# Deadnaming
Deadnaming je anglický termín vyjadřující používání dřívějšího jména transgenderových a nebinárních osob bez jejich souhlasu, adresování těchto osob jejich jménem, které používaly v minulosti, k němuž se však již nehlásí, neboť neodpovídá jejich genderové identitě. V tomto smyslu se jedná o „mrtvé“ (dead) jméno (name). Podobně jako některé další termíny z této oblasti (misgendering, passing, coming out) nemá ustálený český ekvivalent a užívá se takto i v českých textech.
Deadnaming je spolu s misgenderingem (oslovování ve špatném rodě) jedním z častých problémů, s nimiž se nebinární a trans lidé setkávají v běžném sociálním kontaktu. K deadnamingu může dojít nahodile a nezáměrně, pokud však přetrvává, stává se transfobním, a tedy problematickým chováním. Takové chování bývá pro tyto lidi zraňující, traumatizující. Jako forma mikroagrese signalizuje, že cíl deadnamingu není zcela přijímán jako plnohodnotný člen či plnohodnotná členka společnosti. Organizace sdružující nebo zabývající se problematikou nebinárních a trans lidí proto doporučují adresovat tyto osoby jejich aktuálně používaným jménem.

## Přístupy
Kontroverzním se stalo zavedení politiky skutečného jména (real name policy) na sociální síti Facebook v roce 2014. Provozující společnost tak reagovala na velké množství falešných uživatelských profilů. Zpřísněné podmínky se však negativně dotkly různých společenských skupin, mezi nimiž byli i trans lidé či drag queens. V srpnu 2014 došlo k zablokování stovek takových profilů s tím, že bylo Facebookem požadováno užívání jejich úředního jména. Magazín Time k tomu poznamenal, že přístup firmy byl v rozporu s její předchozí prezentací Facebooku jako inkluzivního místa, když v únoru téhož roku zavedla možnost vybrat si z asi 50 možností genderových identit. Po protestech se představitelé společnosti omluvili s tím, že mělo být požadováno nikoli úřední, nýbrž autentické jméno. Přesto však nadále docházelo k různým excesům a Facebook blokoval účty i v případech, kdy používání pseudonymu mělo chránit lidi před hrozbou násilí. V prosinci 2015 Facebook oznámil, že zavedl zvláštní nástroj umožňující lidem užívajícím jeho služby vysvětlit specifické důvody k používání jejich uživatelského jména.
V říjnu 2018 sociální síť Twitter provedla změnu ve svých pravidlech, jíž v rámci svých služeb zakázala záměrný deadnaming a misgendering transgenderových osob. V odůvodnění Twitter uvedl, že podle výzkumů se některé skupiny lidí disproporčně stávají terčem virtuálního obtěžování, a mezi těmito skupinami uvedl mimo jiné „transgenderové, queer, instersexuální či asexuální osoby“ a jiné „marginalizované a historicky znevýhodněné komunity“.
Společnost MasterCard v červnu 2019 oznámila zavedení služby True Name umožňující trans lidem a genderově nekonformním osobám užívat na platební kartě zvolené jméno i bez vyžadování administrativní změny. Tato úprava měla zajistit možnost vyhnout se deadnamingu. Magazín Newsweek, který o tom informoval, uvedl, že téměř třetina lidí, jejichž jméno či gender uvedený na průkazech neodpovídá užívané identitě, zažilo v té souvislosti negativní zkušenosti, včetně odmítnutí služby nebo obtěžování.
Internet Movie Database, součást skupiny Amazon, po protestech LGBT+ organizací v srpnu 2019 upravila svoje pravidla a umožnila transgenderovým lidem z filmové branže požádat o odstranění svého rodného jména z jejich profilů v online databázi. Zároveň však zachovala uvádění jmen v závorce u jednotlivých děl s odůvodněním, aby zůstal zachován historický záznam o způsobu, jakým byla osoba uvedena na plátně či obrazovce.